# Goldener Prometheus (Journalistenpreis)
Der Goldene Prometheus war ein deutscher Journalistenpreis des Helios Verlages, der erstmals am 26. Januar 2006 in Berlin verliehen wurde, nachdem das Medienmagazin V.i.S.d.P. nicht mehr gedruckt erschien. Der nicht dotierte Preis wurde 2009 das letzte Mal verliehen. Als Grund nannte ViSdP-Herausgeber Hajo Schumacher Finanzierungsprobleme. Der Preis war auch wegen fehlender Distanz der Juroren zu den Nominierten in der Kritik. Burkhard Piller gestaltete die Preis-Skulptur.

## Die Jury
Die Jury setzte sich aus ehemaligen Chefredakteuren wie Hans Mahr, Beate Wedekind, Manfred Bissinger, Friedrich Nowottny, Werner Funk und Georgia Tornow zusammen.

## Die Kategorien
Der Goldene Prometheus wurde in folgenden Kategorien vergeben:
- Zeitungsjournalist des Jahres
- Magazinjournalist des Jahres
- Fachpressejournalist des Jahres
- Onlinejournalist des Jahres
- Radiojournalist des Jahres
- Fernsehjournalist des Jahres

### Sonderkategorien
- Coup des Jahres
- Newcomer des Jahres
- Lebenswerk

## Preisträger 2006
Die Verleihung fand am Abend des 26. Januar 2006 im Rahmen einer Mediengala im Martin-Gropius-Bau in Berlin statt. Ehrengast war Bundesinnenminister Wolfgang Schäuble. Moderiert wurde die Preisverleihung von Jörg Thadeusz, der auch selbst ausgezeichnet wurde.
- Maybrit Illner, ZDF – Fernsehjournalist des Jahres[7]
- Volker Lilienthal, epd-Medien – Fachpressejournalist des Jahres
- Jörg Thadeusz, Radio Eins – Radiojournalist des Jahres
- Matthias Gebauer, Spiegel Online – Onlinejournalist des Jahres
- 11 Freunde – Magazinjournalisten des Jahres
- Giovanni di Lorenzo, Die Zeit – Zeitungsjournalist des Jahres
- Sabine Rennefanz, Berliner Zeitung – Newcomer des Jahres
- Stefan Raab, ProSieben und Peter Limbourg, N24 – Coup des Jahres
- Friedrich Nowottny – Lebenswerk

## Preisträger 2007
Die Preisverleihung fand am Abend des 28. Januar 2008 statt.
- Theo Koll, ZDF – Fernsehjournalist des Jahres
- Ernst Elitz, Deutschlandradio – Radiojournalist des Jahres
- Henryk M. Broder – Onlinejournalist des Jahres
- Dominik Wichmann, Süddeutsche Zeitung – Magazinjournalisten des Jahres
- Robert Birnbaum, Der Tagesspiegel, Andrian Kreye, Süddeutsche Zeitung – Zeitungsjournalisten des Jahres
- Anita und Marian Blasberg, Die Zeit – Newcomer des Jahres
- Oliver Kahn – Coup des Jahres
- Mainhardt Graf Nayhauß-Cormons – Lebenswerk

## Preisträger 2008
Die Preisverleihung fand am Abend des 19. Januar 2009 im Berliner Gropius-Bau statt.
- Anne Will, ARD – Fernsehjournalist des Jahres
- Günter Müchler, Deutschlandfunk und Dirk Planert, Radio 91.2 – Radiojournalist des Jahres
- Christoph Amend, Zeit-Magazin Leben – Magazinjournalist des Jahres
- Heribert Prantl, Süddeutsche Zeitung – Zeitungsjournalist des Jahres
- Matthias Matussek, Spiegel Online – Onlinejournalist des Jahres
- Anne Siemens – Newcomer des Jahres
- Katharina Wagner – Coup des Jahres
- Jürgen Leinemann, Der Spiegel – Lebenswerk

## Preisträger 2009
- Anke Leweke, Radio Eins und Deutschlandradio Kultur – Radiojournalistin des Jahres
- Jens Weinreich, jensweinreich.de – Onlinejournalist des Jahres
- Ina Müller und Dennis Gastmann, NDR – Newcomer des Jahres
- Markus Grill und Malte Arnsperger, stern – Magazinjournalisten des Jahres
- Horst Hrubesch und Oliver Wurm, Hinz & Kunzt – Coup des Jahres
- Frank Plasberg, ARD – Fernsehjournalist des Jahres
- Dieter Kronzucker, N24 – Lebenswerk
- Thomas Drechsler und Oliver Santen, Bild – Zeitungsjournalisten des Jahres